# Diego Bautista Urbaneja

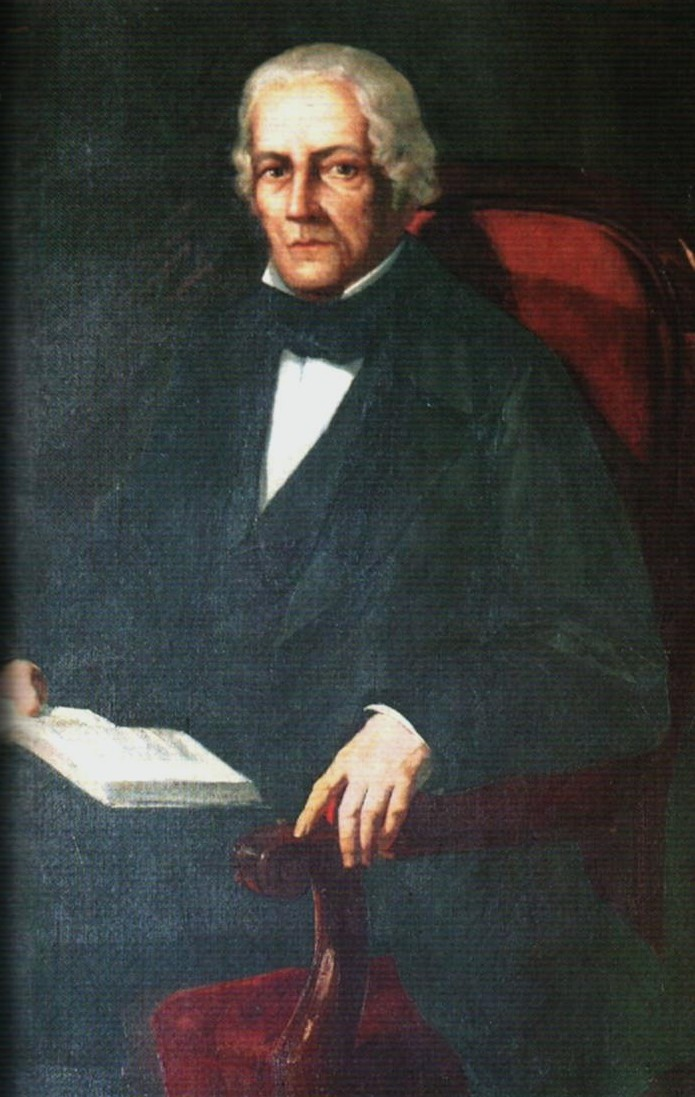
Diego Bautista Urbaneja

Diego Bautista Urbaneja Sturdy (Barcelona, 16 de dezembro de 1782 — Caracas, 12 de janeiro de 1856) foi um político, advogado e militar venezuelano.
Assumiu a presidência da Venezuela de maneira interina em 1848 ao sair o presidente José Tadeo Monagas em campanha e foi eleito vice-presidente da Venezuela durante o primeiro mandato do general José Antonio Páez.